# Jean-Baptiste Meynier
Pour les articles homonymes, voir Meynier.
Jean-Baptiste Meynier, né le 22 avril 1749 à Avignon, mort le 3 décembre 1813 à Mayence, est un militaire français, général de la Révolution et de l’Empire.

## Biographie
Il entre en service le 2 décembre 1765, il est envoyé au dépôt des colonies à l’île de Ré, où il est incorporé comme fusilier le 5 janvier 1766 dans le régiment de Saintonge. De 1766 à 1768 il sert en Guadeloupe, puis il participe à la guerre d’indépendance américaine sous Rochambeau. Il devient sergent le 5 janvier 1774, sergent-major le 15 avril 1779, et adjudant sous-officier le 14 novembre 1781. Il est fait prisonnier en 1783.
De retour en France le 20 avril 1785, il est nommé sous-lieutenant de grenadiers le 1er avril 1788, lieutenant le 15 septembre 1791, et capitaine 29 avril 1792. Employé à l’armée du Rhin, le général Custine lui confie le 28 octobre 1792 le commandement de la Forteresse de Königstein, sur la rive droite de l'Elbe. Il ne rend la place qu’au mois de mars 1793 après avoir essuyé une attaque, un long blocus, et deux bombardements, et qu’il manque de vivres et de munitions depuis un mois. Capitulant avec les honneurs, il est échangé le 7 avril suivant, et le 15 mai il prend le commandement de Landau.
Il est promu général de brigade le 20 mai 1793, et le 22 août, averti qu’une unité venait d’être attaquée à Bergzabern, et battait en retraite, il se porte sur ce point, rallie les fuyards et reprend la position après de vifs combats. Le lendemain, malgré une contre-attaque ennemie avec des forces plus importantes que la veille, il parvient à se maintenir. Le 27, l’engagement ayant lieu sur toute la ligne, il assure le succès de cette journée en plaçant sur une hauteur trois pièces de canon, qui prennent le flanc de la cavalerie ennemie, l’empêchant ainsi d’agir. Félicité par le général Ferino commandant l’avant-garde, il est nommé général de division le 27 septembre suivant. 
Le 13 octobre 1793, à la bataille de Wissembourg, il charge l’ennemi à la tête de deux bataillons de Lot-et-Garonne, et il est blessé d’un coup de biscaïen à la cuisse gauche. Les 13 et 14 juillet 1794, il concourt à la prise des postes de Platzberg (en) et de Trippstadt
En novembre 1795 il est affecté à l’armée d’Italie, et il se signale en avant de la bataille de Mondovi le 22 avril 1796, ainsi qu’à la prise de Tortone le 15 mai suivant. Investi du commandement d’un corps sous Mantoue, il doit rester à Vérone à cause d’une grave maladie. Le 7 décembre 1796 il est mis au traitement de réforme en attendant sa mise à la retraite.
Le 27 novembre 1798, il est remis en activité, comme commandant de la 18e division militaire, et le 27 août 1803 il est nommé commandant d’armes de la forteresse de Mayence. Il est fait chevalier de la Légion d’honneur le 11 décembre 1803, et commandeur de l’ordre le 14 juin 1804.
Il meurt le 3 décembre 1813, à Mayence.

## Sources
- (en) « Generals Who Served in the French Army during the Period 1789 - 1814: Eberle to Exelmans »
- Thierry Pouliquen, « Les généraux français et étrangers ayant servis [sic] dans la Grande Armée » (consulté le 18 juin 2014)
- A. Lievyns, Jean Maurice Verdot, Pierre Bégat, Fastes de la Légion-d'honneur, biographie de tous les décorés accompagnée de l'histoire législative et réglementaire de l'ordre, tome 3, Bureau de l’administration, janvier 1844, 529 p. (lire en ligne), p. 337.
- « Cote LH/1857/30 », base Léonore, ministère français de la Culture
- (pl) « Napoléon.org.pl »